# Daniel Sheffer
Daniel Sheffer (* 24. Mai 1783 in York, Pennsylvania; † 16. Februar 1880 in York Springs, Pennsylvania) war ein US-amerikanischer Politiker. Zwischen 1837 und 1839 vertrat er den Bundesstaat Pennsylvania im US-Repräsentantenhaus.

## Werdegang
Daniel Sheffer besuchte die öffentlichen Schulen seiner Heimat und studierte danach an der  Harvard University. Nach einem anschließenden Medizinstudium in Philadelphia und seiner Zulassung als Arzt begann er in York Springs in diesem Beruf zu arbeiten. Von 1813 bis 1837 war er beisitzender Richter im dortigen Adams County. In den 1820er Jahren schloss er sich der Bewegung um den späteren US-Präsidenten Andrew Jackson an und wurde Mitglied der von diesem 1828 gegründeten Demokratischen Partei.
Bei den Kongresswahlen des Jahres 1836 wurde Sheffer im zwölften Wahlbezirk von Pennsylvania in das US-Repräsentantenhaus in Washington, D.C. gewählt, wo er am 4. März 1837 die Nachfolge von George Chambers antrat. Da er im Jahr 1838 nicht bestätigt wurde, konnte er bis zum 3. März 1839 nur eine Legislaturperiode im Kongress absolvieren. Nach seiner Zeit im US-Repräsentantenhaus praktizierte Sheffer wieder als Arzt. Im Mai 1848 nahm er als Delegierter an der Democratic National Convention in Baltimore teil. Er starb am 16. Februar 1880 im Alter von 96 Jahren in York Springs, wo er auch beigesetzt wurde.